# Жыланды (Атырауская область)
Жыланды (каз. Жыланды) — село в Курмангазинском районе Атырауской области Казахстана. Административный центр Дынгызылского сельского округа. Находится примерно в 47 км к западу от села Ганюшкино. Код КАТО — 234645100.

## Население
В 1999 году население села составляло 1736 человек (868 мужчин и 868 женщин). По данным переписи 2009 года, в селе проживало 1876 человек (969 мужчин и 907 женщин).